# Coen Vermeltfoort
Coen Vermeltfoort (Heerle, 11 aprile 1988) è un ciclista su strada olandese, professionista dal 2011 al 2012 e dal 2017 al 2018, che corre per il team VolkerWessels.

## Palmarès

### Strada
- 2006 (Juniores)

Classifica generale Sparkassen Münsterland Tour
- 2007 (Rabobank Continental Team)

5ª tappa Olympia's Tour (Heerenveen › Hardenberg)
- 2008 (Rabobank Continental Team)

Ronde van Drenthe
1ª tappa Tour de Bretagne (Arzon > Sarzeau)
2ª tappa Tour de Bretagne (Sarzeau > La Chapelle-des-Marais)
1ª tappa Olympia's Tour (Wassenaar > Wassenaar)
3ª tappa Olympia's Tour (Heehugowaard > Appelscha)
Paris-Roubaix Espoirs
4ª tappa Grand Prix Tell
2ª tappa Tour de l'Avenir (Vézelay > Commentry)
- 2010 (Rabobank Continental Team)

Zellik-Galmaarden
4ª tappa Olympia's Tour (Dinxperlo > Reuver)
6ª tappa Olympia's Tour (Hoofddorp > Hoofddorp)
- 2013 (Cycling Team De Rijke-Shanks)

Arno Wallaard Memorial
Grote 1 Mei-Prijs - Ereprijs Victor De Bruyne
Prologo Olympia's Tour (Katwijk, cronometro)
- 2014 (Cyclingteam De Rijke)

4ª tappa Circuit des Ardennes (Charleville-Mézières > Charleville-Mézières)
Prologo Olympia's Tour (Hoofddorp, cronometro)
1ª tappa Flèche du Sud (Kayl > Rumelange)
3ª tappa Flèche du Sud (Roeser > Bettborn)
4ª tappa Flèche du Sud (Laudelange > Esch-sur-Alzette)
- 2016 (Cyclingteam Join's - De Rijke)

1ª tappa Flèche du Sud (Kayl > Kayl)
5ª tappa Flèche du Sud (Schifflange > Esch-sur-Alzette)
- 2019 (Alecto Cycling Team)

Ster van Zwolle
Slag om Norg
- 2021 (Volkerwessels Cyclingteam, una vittoria)

Ster van Zwolle
- 2022 (Volkerwessels Cycling Team, otto vittorie)

7ª tappa Tour de Normandie (Ducey-les-Chéris > Caen)
4ª tappa Tour du Loir-et-Cher (Lamotte-Beuvron > Lamotte-Beuvron)
PWZ Zuidenveld Tour
Ronde van Overijssel
1ª tappa, 1ª semitappa Course Cycliste Solidarnosc et des Champions Olympiques (Żory > Katowice)
Districtenpijl-Ekeren-Deurne
Ronde van de Achterhoek
Grota Prijs Rik Van Looy
- 2023 (Volkerwessels Cycling Team, tre vittorie)

Ster van Zwolle
Ronde van Overijssel
4ª tappa Course Cycliste Solidarnosc et des Champions Olympiques (Pabianice > Kielce)

### Altri successi
- 2007 (Rabobank Continental Team)

Classifica giovani Olympia's Tour
- 2008 (Rabobank Continental Team)

Classifica a punti Tour de Bretagne
Classifica a punti Olympia's Tour
Classifica giovani Olympia's Tour
- 2010 (Rabobank Continental Team)

Classifica punti Olympia's Tour
- 2013 (Cycling Team De Rijke-Shanks)

Prologo Volta a Portugal (Lisbona, cronosquadre)
- 2014 (Cyclingteam De Rijke)

Classifica punti Flèche du Sud
- 2016 (Cyclingteam Join's - De Rijke)

Classifica punti Flèche du Sud
- 2023 (Volkerwessels Cycling Team)

Wielerronde van Oploo
Omloop der Kempen
Sluitingsprijs Putte-Kapellen
- 2024 (Volkerwessels Cycling Team)

Wielerronde van Nibbixwoud

### Ciclocross
- 2005-2006

Int. Herforderer Rad-Querfeldein-Rennen, Juniores

### Gravel
- 2023

Merida NL gravel series #5-Epe

## Piazzamenti

### Classiche monumento
- Giro delle Fiandre

2011: ritirato
2017: ritirato
2018: ritirato
- Parigi-Roubaix

2012: ritirato
2017: ritirato

### Competizioni mondiali
- Campionati del mondo

Varese 2008 - In linea Under-23: 92º
Geelong 2010 - In linea Under-23: ritirato
Toscana 2013 - Cronometro a squadre Elite: 30º
- Campionati del mondo gravel

Veneto 2023 - Elite: 46º